# Ana Zwitter Vitez
Ana Zwitter Vitez, slovenska jezikoslovka, prevajalka in univerzitetna profesorica francoskega jezika, * 1980

## Življenje
Leta 2002 je na Univerzi v Ljubljani diplomirala iz francoskega jezika in književnosti ter novinarstva. Po opravljeni diplomi se je zaposlila na Filozofski fakulteti, na Oddelku za romanske jezike in književnost, kjer je opravljala delo asistentke pri predmetih modernega francoskega jezika. Magistrirala je v Parizu, na Univerzi Sorbonne Nouvelle – Paris III z delom Prosodie de l'échange oral en français et en slovène. Svoj doktorski naziv je prejela na dveh univerzah, leta 2009 na Univerzi v Ljubljani in na Univerzi Sorbonne Nouvelle – Paris III z disertacijo Les stratégies et la structuration de l'oral sponatané en francais et en slovéne pod mentorstvom Mary-Annick Morel ter Vladimirja Pogačnika.
Podoktorsko dejavnost je med letoma 2009 in 2014 opravljala pri Zavodu za uporabno slovenistiko Trojina, kjer je sodelovala pri koordinaciji slovenskega govornega korpusa ter razvijala raziskovalno področje ugotavljanja avtorstva besedil. Leta 2014 se je zaposlila na Oddelku za uporabno jezikoslovje na Univerzi na Primorskem, kjer je pedagoško pokrivala  področja modernega francoskega jezika, prevajanja in jezikovnih tehnologij ter vodila Center za jezike UP. Od leta 2020 je zaposlena tudi na Filozofski fakulteti v Ljubljani, kjer predava pri predmetih s področij francoskega jezikovnega sistema in modernega francoskega jezika.

## Delo
Pedagoško pokriva področja francoskega jezikovnega sistema, jezikovne rabe (sociolingvistika, stilistika, leksikologija) in prevajanja (strokovna in znanstveno-tehnična besedila). Dejavna je predvsem na področju empiričnega raziskovanja sodobnih jezikovnih praks, ki vključuje korpusno jezikoslovje, raziskovanje govorjenega diskurza in ugotavljanje avtorstva besedil. V okviru nacionalnega projekta Metode, viri in orodja za analizo nestandardne slovenščine je vodila sklop Govor in spletna slovenščina. Uspešno je zaključila podoktorski projekt Jezikovnotehnološke analize za ugotavljanje osebnega profila avtorja besedila, pri katerem je poseben poudarek namenila odkrivanju avtorjev sovražnega govora. V okviru projekta Candas, ki se izvaja v okviru Inštituta "Jožef Štefan" se ukvarja z jezikoslovno analizo medijskega poročanja o aktualnem družbenem dogajanju (migracije, korupcija, izzivi pandemije).
Leta 2012 je prejela priznanje Agencije za raziskovalno dejavnost RS za izjemne dosežke na področju humanistike. Kot članica programske skupine Teoretične in aplikativne raziskave jezikov je delovala v mednarodnih programskih in znanstvenih odborih Coldoc, eLex, Linguistica in Décoral (Sorbonne Nouvelle – Paris III).
Leta 2021 je pri Ministrstvu za pravosodje RS postala prva sodna izvedenka za področje forenzične analize pisnih besedil.

### Slovenski govorni korpus GOS
Slovenski govorni korpus GOS zajema posebnosti govorne komunikacije. GOS danes obsega transkripcije okoli 120 posnetkov govora iz vsakdanjega življenja - posnetki javnih in zasebnih pogovorov v najrazličnejših okoliščinah, med najrazličnejšimi sogovorci. Gre predvsem za raziskovanje slovenskega govora v splošni rabi. Vključuje raziskovanja iz področja dialektologije, retorike ter profiliranja govorcev.
Ana Zwitter Vitez pravi, da moramo za razpravljanje o dejanskem stanju javnega diskurza, le-tega raziskovati sistematično, pri čemur moramo biti pozorni na okoliščine tvorjenja in specifike tipičnih profilov udeležencev javnih sporazumevalnih položajev. 
Zaradi bliskovitega razvoja in neprestanega spreminjanja jezika, govorni korpus spremlja in popisuje splošno rabo jezika, mešanje narečij, slengov in jezikov na področju modernega sporazumevanja. GOS je namenjen vsem, ki želijo raziskovati govorjeno slovenščino, iz najrazličnejših vidikov. Posnetki govora, so zbrani tako, da bi bil korpus čim bolj reprezentativen za današnjo govorjeno slovenščino v najpogostejših vsakdanjih situacijah. Razvrščeni so v kategorije - najprej javni in nejavni, nato podrobneje na informativne, izobraževalne, razvedrilne, zasebne in nezasebne. Ključna je tudi delitev na medije, ki zajemajo radio, televizijo, telefon in osebni stik. Baza podatkov Slovenskega govornega korpusa GOS tako vsebuje posnetke pogovornega zapisa govora, standardizirani zapis govora, standardiziran zapis avtomatsko dodanih podatkov o osnovni obliki in oblikoslovnih lastnostih besed, podatke o situaciji, kjer je bil narejen posnetek ter podatke o govorcu.
Poznavanje aktualne govorice ter profiliranje govorcev je danes med aktualnejšimi panogami jezikoslovnega proučevanja, iz pretežno tržno naravnanih motivov. Modernejše generacije so zaznamovane z ogromno količino dnevno nastajajočih pisanih in govorjenih besedil najrazličnejše kvalitete, ki so lahko dostopne na družbenih omrežjih. Ta besedila lahko poznavalci avtomatsko odbirajo, zajemajo, analizirajo in kategorizirajo ter jih tako uporabijo za potrebe profiliranja uporabnikov. V zameno za brezplačno uporabo omenjenih platform (npr. Skype, WhatsApp,  Facebook  Messenger) uporabniki  privolijo  v  spremljanje njihovih pogovorov in besedil,  ki  so  podjetjem  v  pomoč  pri  gradnji  modelov  za  avtomatsko  analizo govora  in  profiliranja govorcev. Podjetja tako dostopajo do podatkov z učinkovitimi orodji za njihovo uporabo ter izpeljanim znanjem o profilih jezikovnih uporabnikov. Sistematično  jezikoslovno  preučevanje  različnih  profilov  govorcev  bo  omogočilo boljše  razumevanje dejanskega  stanja  javnega  diskurza  v  slovenskem  jezikovnem prostoru, s čimer bo jezikoslovje pomembno prispevalo k analizi in pojasnjevanju stereotipov, povezanih z jezikom opazovanih sociodemografskih profilov govorcev.  Jezikovni korpus tako služi kot sredstvo za sledenje spremembam na področju zasebnega in javnega diskurza, dotakne se specifike avtorstva besedil in hkrati opozarja na potrebo po modernizaciji pravorečja, saj s svojo zbirko podatkov dokazuje in opozarja na aktivne spremembe na področju govorjenega jezika.
Ana Zwitter Vitez je avtorica Govornega korpusa GOS kot zbirke podatkov.